# Robert Pache
Robert Pache (Morges, 26 settembre 1897 – Pully, 31 dicembre 1974) è stato un calciatore svizzero, di ruolo attaccante.

## Carriera
Ha partecipato ai Giochi della VIII Olimpiade con la propria nazionale, che vinse la medaglia d'argento, dopo aver perso la finale 3-0 contro l'Uruguay, partita in cui scese in campo anche lui.

## Palmarès

### Club

#### Competizioni nazionali
- Campionato svizzero: 3

Servette: 1917-1918, 1921-1922, 1924-1925
- Coppa di Francia: 1

CA Parigi: 1919-1920

### Nazionale
- Argento olimpico: 1

Parigi 1924